# Крошо, Томми
Томас Генри Крошо (англ. Thomas Henry Crawshaw; 27 декабря 1872, Шеффилд — 25 ноября 1960, там же), более известный как Томми Крошо (англ. Tommy Crawshaw) — английский футболист, выступавший на позиции центрального хавбека. Известен по выступлениям за шеффилдский клуб «Уэнсдей», в составе которого дважды становился чемпионом Англии и выиграл два Кубка Англии, а также за национальную сборную Англии.

## Клубная карьера
Уроженец Шеффилда, Томми играл за молодёжные команды клубов «Парк Гранж», «Аттерклифф» и «Хейвуд Сентрал». 24 апреля 1894 года перешёл в клуб «Уэнсдей». 1 сентября 1894 года дебютировал в основном составе «Уэнсдей» в матче против «Эвертона». В своём первом сезоне провёл за клуб 32 матча и забил 3 гола. В следующем сезоне помог команде выиграть Кубок Англии, 1896, забив в переигровке полуфинала против «Болтон Уондерерс». В финале Кубка Англии против «Вулверхэмптон Уондерерс» совершил «нехарактерную» ошибку, из-за чего «волки» забили, однако благодаря «дублю» Фреда Спайксли «Уэнсдей» стал обладателем трофея.
В сезонах 1902/03 и 1903/04 помог «совам» выиграть два чемпионских титула подряд, будучи капитаном команды. В сезоне 1906/07 сыграл во всех восьми матчах Кубка Англии и помог команде вновь выиграть этот турнир, обыграв «Эвертон» в финальном матче. Свой последний матч за клуб провёл 7 марта 1908 года: это было дерби Стального города против «Шеффилд Юнайтед». В следующем месяце 35-летний Крошо был отпущен в качестве свободного агента в знак признания его заслуг перед клубом. Всего провёл за «Уэнсдей» 465 матчей и забил 27 голов (в том числе 418 матчей и 25 голов в рамках чемпионата).
В сезоне 1908/09 выступал за клуб Второго дивизиона «Честерфилд», сыграв за команду 25 матчей в лиге. По окончании сезона клуб не был переизбран в Футбольную лигу, а Крошо покинул клуб. В январе 1910 года он стал игроком клуба «Каслфорд». В том же году стал секретарём клуба «Глоссоп» и находился в этой должности до начала войны. После войны управлял пабами в Шеффилде.

## Карьера в сборной
9 марта 1895 года Крошо дебютировал за национальную сборную Англии в матче против сборной Ирландии. С 1895 по 1904 год провёл за сборную десять матчей, забив 1 гол (в матче против Ирландии 9 марта 1901 года).

## Достижения
Уэнсдей
- Чемпион Англии (2): 1902/03, 1903/04
- Обладатель Кубка Англии (2): 1896, 1907

Сборная Англии
Победитель Домашнего чемпионата Британии (3):  1895, 1901, 1904